# Улица Каласадама
У́лица Ка́ласа́дама (эст. Kalasadama tänav, с эст. — улица Рыбной пристани) — улица в Таллине, столице Эстонии.

## География
Пролегает в микрорайоне Каламая городского района Пыхья-Таллинн. Начинается от бульвара Пыхья, идёт в сторону Горхолла, пересекается с улицами Румби, Каларанна и Курси и заканчивается у Горхолла, переходя в улицу Вёэри.
Протяжённость — 452 м.

## История

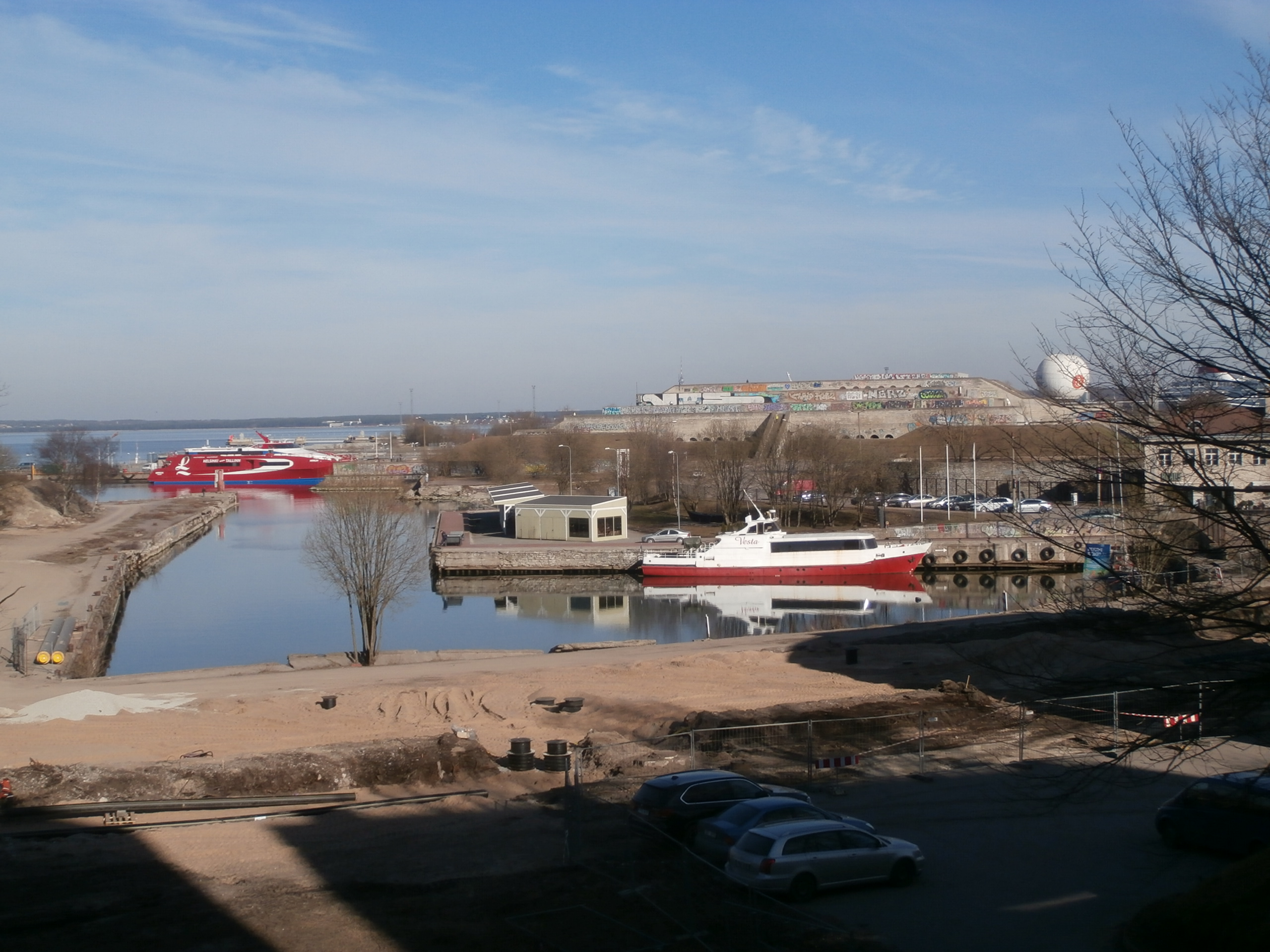
Пристань Каласадам

Своё название улица получила 14 марта 1980 года в честь находившейся здесь исторической рыбной пристани.
Название Каласадама с 1980 года также носила часть улицы Выргу, параллельная улице Суур-Патарей. Название Выргу ей было возвращено 19 июня 2002 года.

## Общественный транспорт
По начальному отрезку улицы проходит маршрут городского автобуса № 73.

## Застройка
Бо́льшая часть улицы проходит возле пристани Каласадам. Регистрационный номер улицы в настоящее время носят три здания:
- дом 2 — 4-этажное офисное здание, бывшая 3-этажная газовая башня газовой фабрики. Построено в 1928 году, дополнительный этаж был пристроен в ходе реставрационных работ в 2013 году. Реставрация здания в 2013 году получила премию города Таллина в категории «Лучшие отреставрированные дома»[9];
- дом 4 — 3-этажное каменное здание, построено в 1920 году, реконструировано в 2010-х годах и используется под офисы;
- дом 8 — 2-этажное каменное здание, построено в 1934 году, реновировано в 2010-х годах. До пандемии COVID-19 на первом этаже здания работало кафе «Klaus»[10][11], в настоящее время работает бар-кальянная «Opium Lounge».

## Памятники культуры

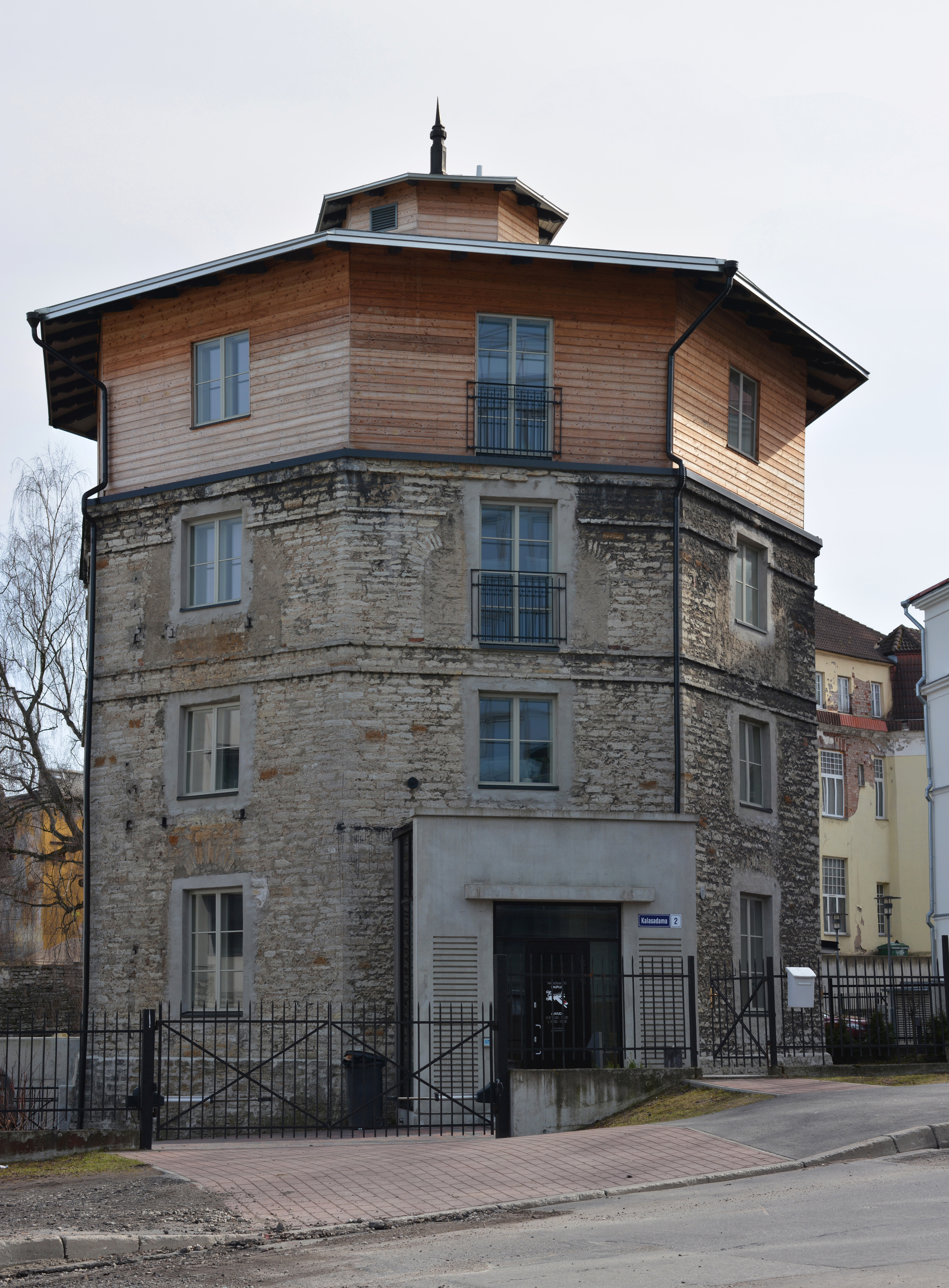
Газовая башня Таллинской газовой станции

- Kalasadama tn 2 — газовая башня Таллинской газовой станции

Образец промышленной архитектуры из плитняка, важная часть комплекса памятников культуры бывшей Таллинской газовой фабрики, начавшей работу в 1865 году. Первоначально фабрика снабжала газом уличные фонари города и здания общественного назначения. Строения газовой фабрики спроектировал губернский архитектор Рудольф Кнюпфер. На территории газовой фабрики и частично рядом с нею в 1912–1913 годах возвели Таллинскую электростанцию. Были построены машинное здание, котельная, контора и высокий кирпичный дымоход; из них к настоящему времени сохранилось только конторское здание. В 1955 году газовая башня была перестроена в контрольную станцию водомеров и ремонтную мастерскую. После выхода Эстонии из состава СССР строение долгое время стояло пустым. Затем его перестроили в офисно-жилое здание, при этом было сохранено много аутентичного материала. Был пристроен дополнительный этаж, покрытый дощатой обшивкой; над ним находится изначальная ценная и хорошо сохранившаяся конструкция крыши;
- Kalasadama tn 4А — фасад редута Стюарта

Часть исторического укрепления XVII века. Представляет собой плитняковую кладку, которая являлась частью редута Стюарта, защитного сооружения времён Великой Северной войны. Возведена в 1703 году, когда земляные укрепления были дополнены четырьмя новыми редутами. В 1885 году район бастиона Скооне вместе с бывшим редутом Стюарта был преобразован в зелёную зону. В начале XX века на вершине редута Стюарта была построена Таллинская электростанция. При инспектировании 25 апреля 2020 года состояние объекта было признано хорошим.